# Stichoplastoris
Stichoplastoris là một chi nhện trong họ Theraphosidae.

## Các loài
Chi này gồm các loài:
- Stichoplastoris angustatus (Kraus, 1955)
- Stichoplastoris asterix (Valerio, 1980)
- Stichoplastoris denticulatus (Valerio, 1980)
- Stichoplastoris elusinus (Valerio, 1980)
- Stichoplastoris longistylus (Kraus, 1955)
- Stichoplastoris obelix (Valerio, 1980)
- Stichoplastoris schusterae (Kraus, 1955)
- Stichoplastoris stylipus (Valerio, 1982)